# Passage du Gois
Passage du Gois je 4,5 km dolg naravni prehod in cesta, ki povezuje otok Île de Noirmoutier v Atlantiku (občina Barbâtre) s celinskim delom Francije (Beauvoir-sur-Mer), v času plime pod vodo. Nahaja se v departmaju Vendée južno od izliva Loare v zaliv Bourgneuf.

## Zanimivosti
Od leta 1987 je vsako leto organizirano tekmovanje v pešačenju z otoka na celino s startom ob začetku plimovanja. Nekateri udeleženci tako pridejo na cilj z vodo do gležnjev, nekateri pa so do cilja prisiljeni tudi plavati.
Passage du Gois je bil nekajkrat prizorišče kolesarske dirke po Franciji. Leta 1999 se je v drugi etapi med Challansom in Saint-Nazaireom na spolzkem cestišču zgodil skupinski padec, leta 2005 se je na otoku končala 1. etapa Toura, leta 2011 pa je bil tukaj začetek Toura.